# Eén beeld zegt meer dan duizend woorden

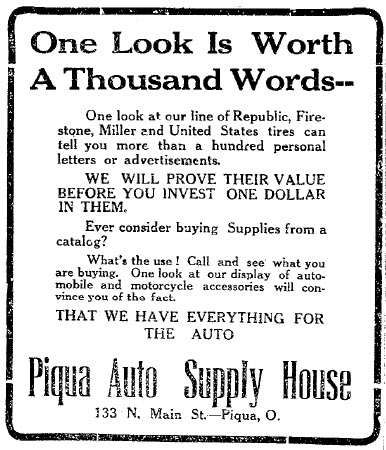
Krantenadvertentie uit 1913 (vertaald: "Eén blik zegt evenveel als duizend woorden")

"Eén beeld zegt meer dan duizend woorden" (Engels: A picture is worth a thousand words) is een adagium wat betekent dat meerdere en vaak complexe ideeën kunnen worden uitgelegd aan de hand van één enkel beeld, dat de boodschap of de essentie ervan effectiever overbrengt dan een louter verbale beschrijving.

## Geschiedenis
Henrik Ibsen zei als eerste dat "duizend woorden niet dezelfde indruk nalaten als een enkele daad". Na zijn dood in 1906 werd dit citaat geplagieerd en geparafraseerd naar de huidige versie. In maart 1911 hield de Syracuse Advertising Men's Club een banket om journalisme en publiciteit te bespreken. In het artikel dat ging over dit banket, citeerde de auteur Tess Flanders: "Use a picture. It's worth a thousand words" (Gebruik een beeld. Het zegt evenveel als duizend woorden).
Het moderne gebruik van de zin wordt toegeschreven aan Fred R. Barnard. Barnard gebruikte de zin in een advertentie voor het handelsjournaal Printers' Ink waarin het gebruik van afbeeldingen op trams wordt gepromoot. Op 8 december 1921 verscheen een advertentie met de titel "One Look Is Worth A Thousand Words" (Eén blik zegt evenveel als duizend woorden). Nog een andere advertentie van Barnard verscheen op 10 maart 1927 getiteld "One Picture Worth Ten Thousand Words" (Een afbeelding zegt evenveel als tienduizend woorden). Het boek Home Book of Proverbs, Maxims, and Familiar Phrases citeert Barnard die aan deze zin een Chinese herkomst zou hebben toebedeeld zodat mensen het ernstig zouden nemen. Niettemin werd het adagium kort erna toegewezen aan Confucius. De eigenlijke Chinese uitdrukking "Iets honderdmaal horen zegt niet meer dan het eenmaal zien" (百闻不如一见, p bǎi wén bù rú yī jiàn) en Alan Watts zijn "One showing is worth a hundred sayings" (Eén vertoning zegt evenveel als honderd gezegden) worden beschouwd als equivalenten.
In het Duits gebruikte Kurt Tucholsky de zin in 1926 als kop voor een artikel in Uhu.

## Equivalenten
Ondanks de moderne oorsprong van de zin werd dezelfde gedachte uitgedrukt in eerdere literatuur. Zo schreef Leonardo da Vinci dat een gedicht "overwonnen zou worden door slaap en honger voor het in staat zou kunnen zijn om in woorden te beschrijven wat een schilder onmiddellijk kan afbeelden". In 1861 schreef de Russische schrijver Ivan Toergenev dat "de afbeelding [hem] in één blik toont waar tien pagina's aan kunnen worden gewijd". Het citaat wordt soms ook toegeschreven aan Napoleon Bonaparte die het volgende zei: "Un bon croquis vaut mieux qu'un long discours" (Een goede schets is beter dan een lange toespraak).

## Parodieën
De informaticus John McCarthy maakte een parodie op het adagium: "As the Chinese say, 1001 words are worth more than a picture" (Zoals de Chinezen zeggen, zeggen 1001 woorden meer dan één afbeelding). 
De Noord-Brabantse auteur en musicus Paul Cooijmans zinspeelde op het adagium als volgt: "One word says more than a thousand pictures." 